# Tom Ashley
Thomas John Mitchell Ashley, detto Tom (Auckland, 11 febbraio 1984), è un velista neozelandese, vincitore della medaglia d'oro nel windsurf ai Giochi olimpici di Pechino del 2008.

## Palmarès
Giochi olimpici
- Pechino 2008: oro nel windsurf

Mondiali
- 2006 - Lago di Garda: argento nel windsurf
- 2006 - Auckland: oro nel windsurf

Mondiali giovanili
- 2002: oro nel mistral